# Knut Fægri

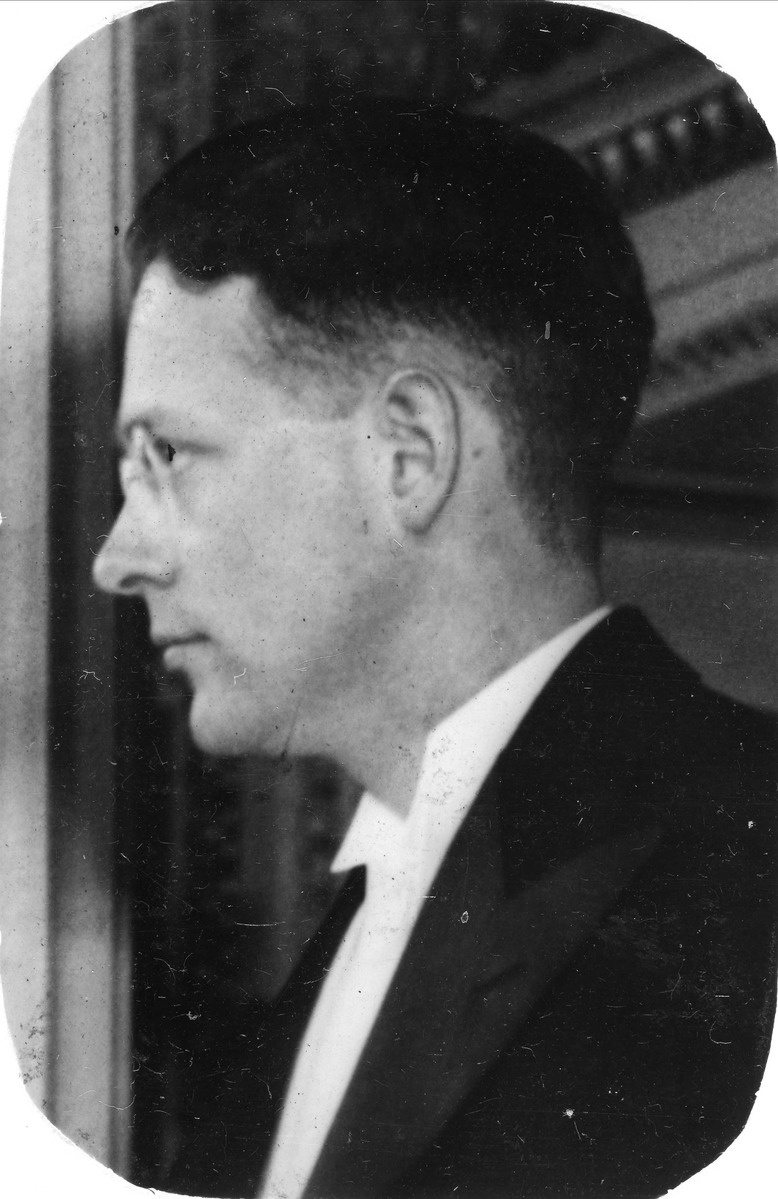
Knut Fægri

Knut Fægri (Bergen, 17 juli 1909 – 10 december 2001) was een Noors botanicus, die wordt beschouwd als de vader van de lichenometrie.
In 1934 werd hij benoemd tot Doctor Philosophiae met zijn thesis Über die Längenvariationen einiger Gletscher des Jostedalsbre und die dadurch bedingten Pflanzensukzessionen. Hij werd ingehuurd door het Chr. Michelsen Instituut als onderzoeksassistent. In 1946 werd Fægri benoemd tot professor in het Bergenmuseum en in 1948 aan de Universiteit van Bergen. 
Fægri werd in 1977 geëerd als doctor aan de Universiteit van Uppsala. Hij ging op pensioen in 1979. Na zijn pensioen was hij nog actief op botanisch vlak. Hij ontving in 1999 de Millennium Botany Award en werd in 1979 lid van de Orde van Sint-Olaf.
Zijn zoon, Knut Fægri jr., werd ook professor.